# USS Hobson (DD-464)
El USS Hobson (DD-464/DMS-26), un destructor de la clase Gleaves, fue el único barco de la Armada de los Estados Unidos que recibió el nombre de Richmond Pearson Hobson, quien recibió la Medalla de Honor por sus acciones durante la Guerra Hispano-Estadounidense. Más tarde en su carrera alcanzaría el rango de contralmirante y luego serviría como congresista por el estado de Alabama.
El Hobson, construido con un coste de 5 millones de dólares, fue botado en el astillero naval de North Charleston el 8 de septiembre de 1941, patrocinado por la señora Grizelda Hobson, viuda del contralmirante Hobson. A medida que el nuevo destructor se deslizaba por las pasarelas, los espectadores lo vitoreaban y otros barcos en el río Cooper hacían sonar su silbato. El Hobson fue puesto en servicio el 22 de enero de 1942.
En 1952, el Hobson chocó contra el portaaviones USS Wasp (CV-18) y se hundió con la pérdida de 176 tripulantes. Los barcos estaban realizando ejercicios anfibios en el Atlántico, con el Wasp practicando vuelo nocturno, cuando el Hobson intentó virar frente al portaaviones y chocó contra el Wasp. El Hobson se partió en dos y se hundió rápidamente, causando la mayor pérdida de vidas en un barco de la Armada de los EE. UU. desde la Segunda Guerra Mundial.